# 오븐

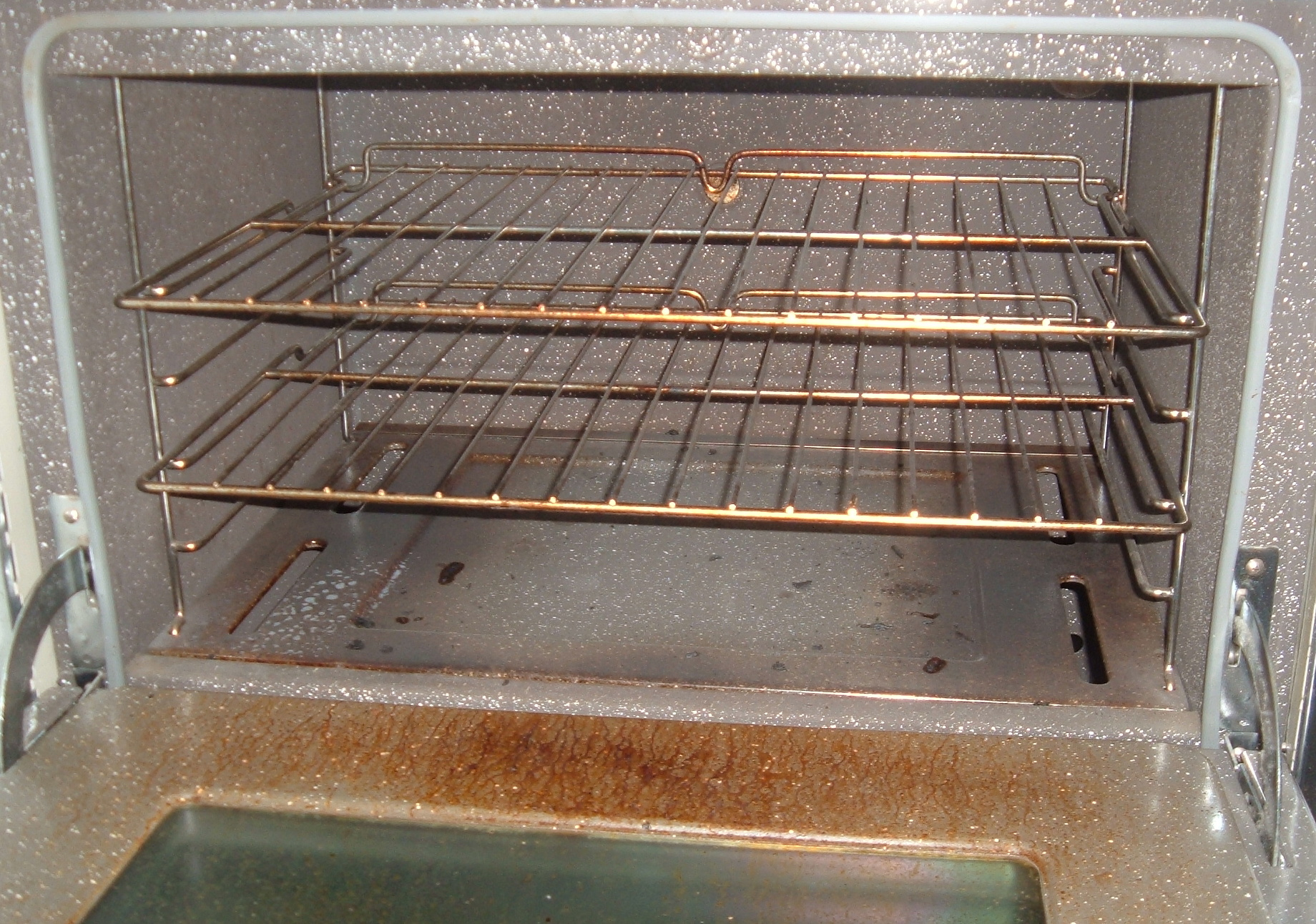
현대의 오븐

오븐(oven)은 밀폐된 공간에 물질을 넣고 열과 수증기를 함께 이용하여 굽거나 건조시키는 등의 작업을 할 수 있도록 설계된 기구이다. 가정용 오븐은 보통 음식을 만드는 데 이용되며, 전기식·가스식·전자식·복합식이 있다.
때때로 도자기 등을 굽는 데 사용되는 가마 또한 오븐의 일종으로 지칭되기도 한다.

## 종류
- 덱(deck)
- 로터리(rotary)
- 스팀(steam)
- 컨벡션(convection)(대류식)
- 터널(tunnel)

## 역사
최초의 오븐은 중부 유럽에서 발견되었으며 연대는 기원전 29,000년으로 거슬러 올라간다. 당시 매머드를 요리하는 데 사용되는 유르트 안에서 구덩이를 굽고 끓였다. 기원전 20,000년부터 우크라이나에서는 재로 덮인 뜨거운 석탄이 있는 구덩이를 사용했다. 음식을 나뭇잎으로 싸서 그 위에 놓은 다음 흙으로 덮었다. 메지리히(Mezhirich)에서 발견된 수용소의 각 매머드 뼈 집에는 난방과 요리에 사용되는 난로가 있었다. 오븐은 인더스 계곡과 왕조 이전 이집트에 살았던 문화권에서 사용되었다. 기원전 3200년까지 인더스 강 유역의 정착촌에는 진흙 벽돌로 지은 집마다 오븐이 있었다. 오븐은 음식을 요리하고 벽돌을 만드는 데 사용되었다. 이집트의 왕조 이전 문명은 기원전 5000~4000년경에 가마를 사용하여 도자기를 만들었다.
누룩을 넣지 않은 플랫브레드를 굽는 데 사용되는 탄디르 오븐은 셀주크와 오스만 시대에 아나톨리아에서 흔히 사용되었으며, 중동 전역에 분포된 고고학 유적지에서 발견되었다. 설형 문헌 자료에서 알려진 수백 가지 종류의 빵 중에서 이스트를 넣지 않은 티누루 빵은 가열된 원통형 오븐의 측벽에 빵을 붙여서 만들어졌다. 이 유형의 빵은 여전히 세계 이 지역의 시골 음식 문화의 중심이며, 신선한 탄디르 빵을 나누는 젊은 남녀가 젊은 사랑의 상징인 지역 민속에 반영되어 있다. 그러나 전통적인 빵 굽기 문화는 젊은 세대, 특히 현대적인 편의를 선호하는 도시에 거주하는 사람들과 함께 변화하고 있다.
중세 시대에 유럽인들은 흙과 도자기 오븐 대신에 큰 가마솥과 함께 벽난로를 사용했다. 이것은 더치 오븐과 유사했다. 중세 이후 오븐은 시간이 지남에 따라 목재, 철, 석탄, 가스, 심지어 전기까지 많은 변화를 겪었다. 각 디자인에는 고유한 동기와 목적이 있었다. 장작 난로는 연기를 더 효과적으로 억제하고 방출할 수 있는 화실을 추가하여 개선되었다. 또 다른 눈에 띄는 오븐은 주철 스토브이다. 이것은 1700년대 초에 처음으로 사용되었으며 여러 변형을 경험했다.
19세기 초반에는 석탄 오븐이 개발됐다. 그것은 원통형 모양이었고 무거운 주철로 만들어졌다. 가스 오븐은 이미 19세기 초에 처음 사용되었다. 가스 스토브는 대부분의 집과 동네에 가스 라인을 사용할 수 있게 되면서 매우 일반적인 가정용 오븐이 되었다. 제임스 샤프(James Sharp)는 1826년에 최초의 가스 스토브 중 하나에 대한 특허를 받았다. 가스 스토브에 대한 다른 다양한 개선 사항으로는 구스타프 달렌(Gustaf Dalén)이 1922년에 발명한 AGA 밥솥이 있다. 최초의 전기 오븐은 19세기 후반에 발명되었다. 그러나 상업용으로 예정된 많은 전기 발명과 마찬가지로 전기 오븐의 대량 소유는 전기를 보다 효율적으로 사용할 수 있게 될 때까지 현실이 될 수 없었다.
최근에는 요리 전략 측면에서 오븐이 약간 더 첨단 기술이 되었다. 조리 도구로서의 전자레인지는 1946년 퍼시 스펜서(Percy Spencer)에 의해 발견되었고, 엔지니어들의 도움으로 전자레인지가 특허를 받았다. 전자레인지는 마이크로파 방사선을 사용하여 음식의 물 분자를 자극하여 마찰을 일으키고 열을 발생시킨다.

## 갤러리

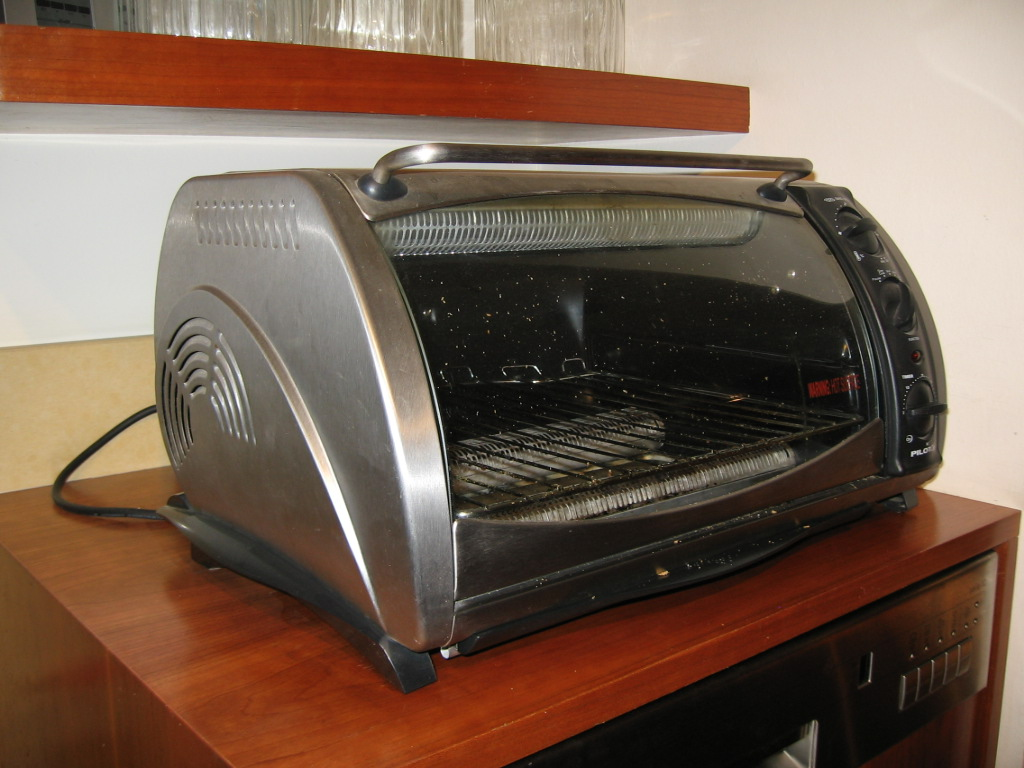
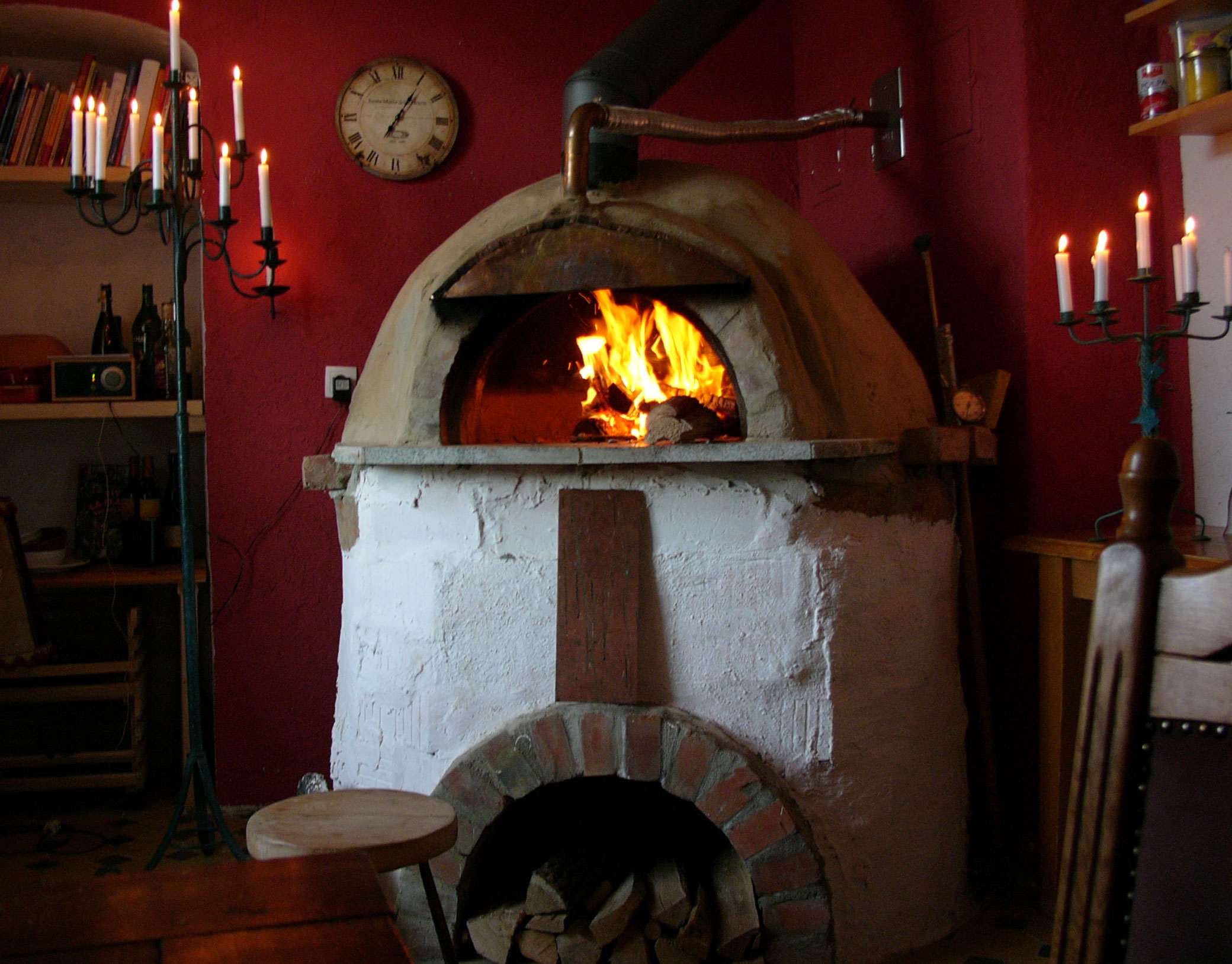
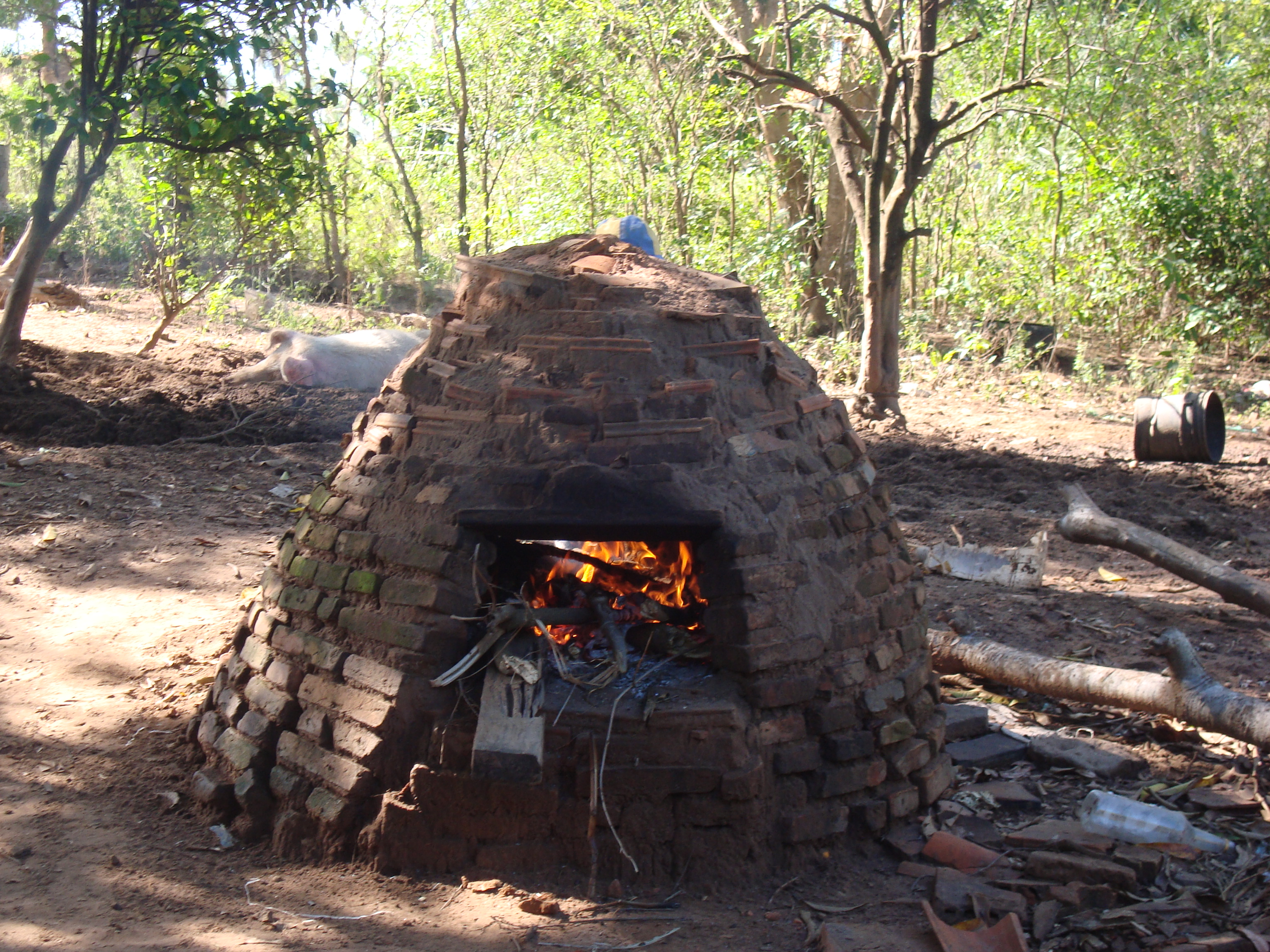
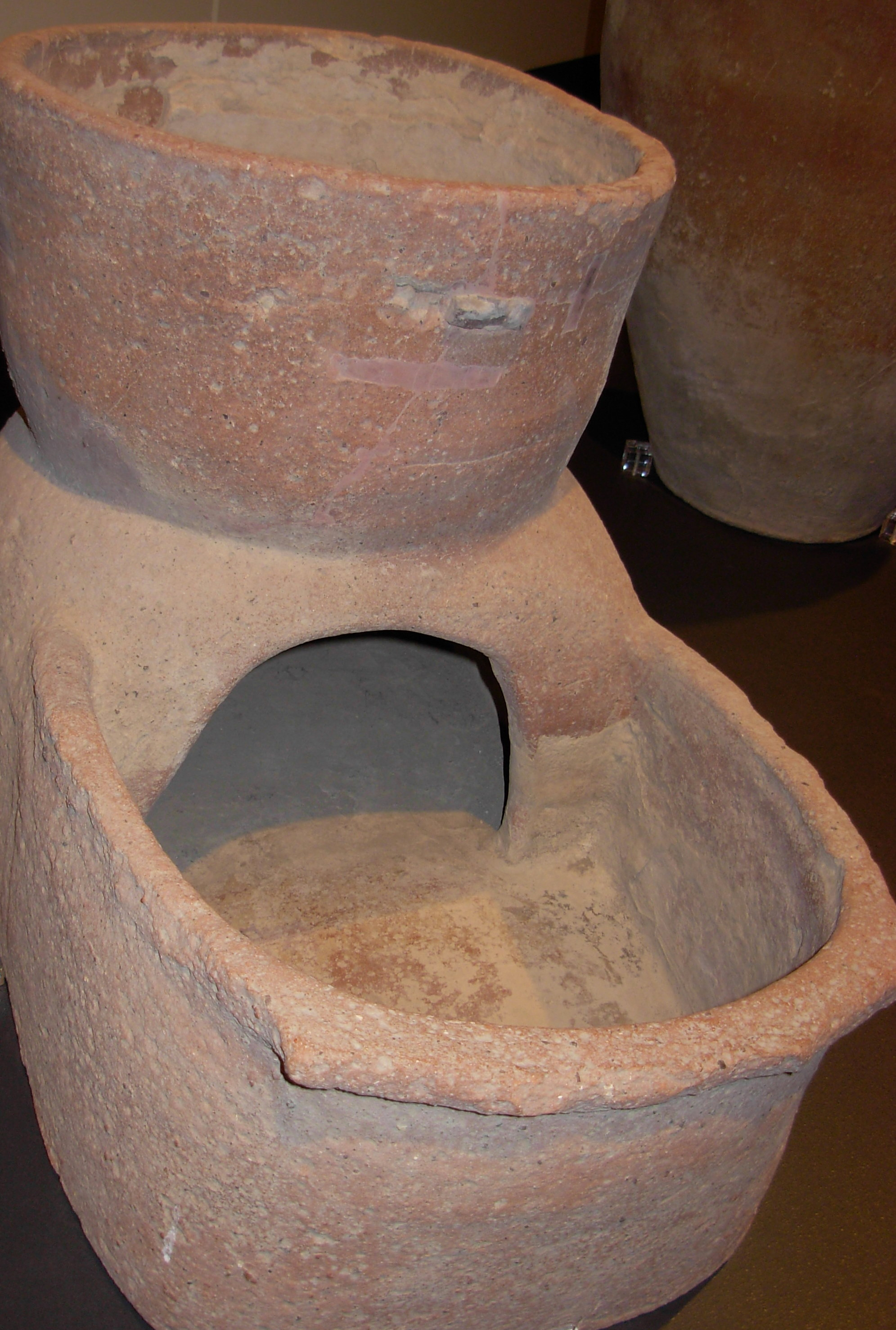

## 같이 보기
- 가마
- 전자레인지